# ماده کاریز
ماده کاریز، روستایی در دهستان ماده کاریز بخش سفیدآبه شهرستان نیمروز در استان سیستان و بلوچستان ایران است. این روستا، مرکز دهستان ماده کاریز است.

## جمعیت
بر پایه سرشماری عمومی نفوس و مسکن در سال ۱۳۹۵، جمعیت این روستا برابر با ۴۳۸ نفر (۹۶ خانوار) بوده‌است.